# Il professore (Brontë)
Il professore, edito in Italia anche col titolo Quel dolce sorriso, è il primo romanzo di Charlotte Brontë, anche se fu pubblicato solo dopo la sua morte.

## Trama
Il giovane William Crimsworth manda all'amico Charles una lettera in cui spiega perché ha rifiutato la proposta dello zio, che lo voleva ecclesiastico, e narra del suo primo incontro con il ricco fratello Edward, l'unico parente che gli è rimasto dopo aver completato gli studi in collegio. In cerca di lavoro, viene assunto come contabile nell'azienda del fratello, che diviene ben presto geloso della sua istruzione e della sua intelligenza, e gli fa subire così soprusi e umiliazioni. Grazie all'interessamento del signor Hunsden, un giovane dell'alta società, William può abbandonare il suo lavoro e venire impiegato come insegnante in un collegio maschile in Belgio.
La scuola è diretta dall'amichevole signor Pelet, il quale tratta William con educazione e delicatezza. In poco tempo i meriti del professore giungono alle orecchie della signorina Reuter, direttrice della vicina scuola femminile, che offre al giovane un posto nel suo istituto. William accetta e si invaghisce di lei, ma patisce un'amara delusione quando la sente parlare con Pelet del loro imminente matrimonio. Da quel momento assume nei confronti della Reuter un atteggiamento freddo, cominciando oltretutto a intravederne la vera natura. La donna, invece, mantiene i suoi modi affabili e tiene sempre William in ottima considerazione, al punto da affidargli come discente la giovane insegnante Frances, desiderosa di perfezionare il suo inglese. William apprezza molto la dignità e l'intelligenza di Frances, innamorandosi lentamente.
Gelosa delle attenzioni che William riserva a Frances, la signorina Reuter la fa allontanare dalla scuola con un pretesto, senza rivelare a William dove si trovi; presto questi scopre che la Reuter si è a sua volta innamorata di lui. Non volendo entrare in conflitto con Pelet, William lascia la sua scuola e va in cerca di Frances. La trova infine in un cimitero riconcilandosi con lei. In seguito, il professore viene ingaggiato in un nuovo collegio, dove la paga è piuttosto alta. Alla fine, lui e Frances hanno un bambino e aprono una scuola insieme; la famiglia si garantisce la tranquillità economica, gira per l'Inghilterra e si stabilisce infine in campagna, vicino all'abitazione del signor Hunsden.

## Analisi
Interessante l'esposizione arricchita da diversi dialoghi redatti in lingua francese. Ne emerge la spiccata cultura anglicana della scrittrice la quale critica apertamente la cultura cattolica probabilmente influenzata dalle vicissitudini della corona inglese nel periodo.
L'assunzione di una identità maschile favorisce all'autrice il racconto della sua esperienza di docente in Belgio dove si è innamorata del suo maitre.

## Edizioni
- (EN) Charlotte Brontë, Professor, New York, Thomas Y. Crowell & Company, [dopo il 1876]. URL consultato il 2015-04.03.
- Quel dolce sorriso, a cura di Valentina Bianconcini, Bologna, Capitol, 1961.
- Il professore, Edizioni Paoline, 1966.
- Il professore, a cura di Maria Stella, Collana Narrativa, Milano, La Tartaruga, 1996, ISBN 978-88-773-8219-1.
- Il professore, Collana Le Strade n.282, Roma, Fazi, 2016, ISBN 978-88-762-5945-6.